# رالفی می
رالف دورن می (به انگلیسی: Ralph Duren May؛ ۱۷ فوریهٔ ۱۹۷۲ – ۶ اکتبر ۲۰۱۷) یک استندآپ کمدین و بازیگر شناخته شده اهل ایالات متحده آمریکا بود که برای نقش‌آفرینی‌های گسترده مفرح و کمدی‌های فوق‌العاده‌اش در نت‌فلیکس و دیگر رسانه‌ها شهرت دارد.